# Theodor Seif
Theodor Seif (* 1. August 1894 in Wien, Österreich-Ungarn; † 12. Jänner 1939 ebenda) war ein österreichischer Islamwissenschaftler.

## Leben
Theodor Seif, der Sohn eines Schriftsetzers in der Staatsdruckerei, besuchte ab 1909 (mit 15 Jahren) die K.k. Akademie für Orientalische Sprachen, wo er Arabisch, Persisch und Türkisch lernte. Nach der Matura (1913) studierte er an der Universität Wien die Fächer Orientalistik sowie Geschichte und Geographie des Orients. Seine Promotion erreichte er 1918 mit der Dissertation Kritische Untersuchungen über die arabischen Quellen zur alten Islamgeschichte. Seit 1916 unterrichtete er Türkisch und Arabisch an der Akademie für Orientalische Sprachen (bis 1921). Seit 1920 arbeitete er als wissenschaftlicher Beamter an der Österreichischen Nationalbibliothek, wo er 1923 zum Leiter der orientalischen Abteilung der Papyrussammlung ernannt wurde. In dieser Eigenschaft ordnete und inventarisierte Seif die arabischen Handschriften der Bibliothek. Am 26. Juli 1924 habilitierte sich Seif für Islamkunde, insbesondere für Arabistik und Turkologie. Seit 1928 nahm er einen Lehrauftrag für Arabistik an der Universität Wien wahr. 1930 verließ er den Bibliotheksdienst und arbeitete als außerordentlicher Professor der Arabistik an der Universität Wien (seit dem 30. Oktober).
Nach Seifs frühem Tod erwarb die Österreichische Nationalbibliothek seinen Nachlass.